# Patrizia Toia
Patrizia Toia, née le 17 mars 1950 à Pogliano Milanese en Lombardie, est une personnalité politique italienne, membre du Parti démocrate, ancienne ministre.

## Biographie
Elle est secrétaire d'État auprès du ministre des Affaires étrangères dans le gouvernement Prodi I entre 1996 et 1998, ministre sans portefeuille, chargée des Affaires européennes dans les gouvernements D'Alema I et II entre le 22 décembre 1999 et le 25 avril 2000 puis ministre sans portefeuille, chargée des Relations avec le Parlement, dans le gouvernement Amato II entre 2000 et 2001.
Élue député européen d'Italie de la 8e législature, elle est vice-présidente du groupe S&D.